# Jerzy Skarżyński
Jerzy Skarżyński, né le 16 décembre 1924 à Cracovie, mort dans la même ville le 7 janvier 2004 , est un peintre polonais, décorateur et scénographe de théâtre et de cinéma, illustrateur et enseignant.

## Biographie
Jerzy Skarżyński a commencé ses études pendant la guerre à l'Académie des beaux-arts de Cracovie (appelée durant l'occupation allemande Kunstgewerbeschule) et à la Faculté d'architecture de l'École polytechnique de Cracovie et a obtenu ses diplômes en 1948. de 1948 à 1958, il travaille au Teatr Lalki, Maski i Aktora Groteska de Cracovie, puis à partir de 1958 au Théâtre Stary de Cracovie. À partir de 1970, il enseigne à l'Académie des beaux-arts, comme docent au département de scénographie (études post-diplôme).
Le livre Jerzy Skarżyński. Chwile z życia malarza i scenografa (2004), de Katarzyna Filimoniuk, lui est consacré.

## Œuvre

### Théâtre et cinéma
Il a collaboré à plusieurs films de Wojciech Has, comme Le Manuscrit trouvé à Saragosse, Chambre commune (Wspólny pokój), Adieu jeunesse (Rozstanie), L'Or de mes rêves (Złoto), Les Chiffres (Szyfry), La Poupée (Lalka), La Clepsydre (Sanatorium pod klepsydrą), etc.

### Bande dessinée, illustration
Il est l'auteur d'une énorme quantité d'illustrations de livres et de journaux. Il a collaboré avec l'hebdomadaire Przekrój (pl).
Il a conçu des affiches pour le cinéma, le théâtre et le cabaret, ainsi que pour des festivals comme le Jazz Music Festival de Sopot en 1956. Il est le dessinateur de la BD en 6 volumes, basée sur un scénario de Tadeusz Kwiatkowski (pl), Janosik et d'autres bandes dessinées comme Rękopis znaleziony w Saragossie, Historia kapitana Torlewy ou Zapatan d'après Władysław Łoziński, Fantomas przeciw wielonarodowym wampirom de Julio Cortázar. Il est également l'auteur d'un roman graphique intitulé P.E. (c'est-à-dire Pitekantropus erectus).
Il a présidé le jury de l'Alph-Art polonais organisé par l'Institut français de Cracovie en 2002.